# Jakub Kiełb
Jakub Kiełb (ur. 15 lipca 1993 w Jarocinie) – polski piłkarz występujący na pozycji obrońcy w klubie Unia Swarzędz . 